# Wunsiedel
Wunsiedel este un oraș din districtul Wunsiedel, regiunea administrativă Franconia Superioară, landul Bavaria, Germania. 

## Personalități
- Jean Paul (1763-1825), prozator romantic german